# Galbuli
A Galbuli madarak (Aves) osztályába és a harkályalakúak (Piciformes) rendjébe tartozó alrend.

## Tudnivalók
A Galbuli egyike a harkályalakúak két alrendjének; a másik a Pici nevű madáralrend. A Pici képviselői világszerte előfordulnak, míg a Galbuli-fajok, csak Dél- és Közép-Amerika trópusi és szubtrópusi részein találhatók meg.
Korábban úgy vélték, hogy a bukkófélék és a jakamárfélék inkább a szalakótaalakúakkal (Coraciiformes) állnak közelebbi rokonságban, semmint a többi harkályalakúval. Azonban a 2003-ban elvégzett nukleáris DNS-vizsgálatok at mutatták, hogy a Galbuli valójában a Picinek a testvércsoportja. Ugyanez a DNS vizsgálat azt is megmutatta, hogy az ujjuk elhelyezkedése - kettő előre és kettő hátra mutat - már a két alrend közös ősénél - mely körülbelül a kora oligocénben, az úgynevezett rupeli korszakban, azaz 33,9 28,4 millió éve élhetett - is jelen volt, azaz már ki volt fejlődve. Per Ericson és kollégái miután vizsgálatokat végeztek a genomjaikon, rájöttek, hogy a bukkófélék és a jakamárfélék nagyon közeli rokonságban állnak egymással. Korábban 1990-ben Sibley és Ahlquist rendi szintre emelték ezt a csoportot, Galbuliformes név alatt.

## Rendszerezésük
Az alrendbe az alábbi 2 család és 15 madárnem tartozik (a mai rendszerezést 2004-ben, Witt állította össze):
- bukkófélék (Bucconidae) Horsfield, 1821
  - Bucco Brisson, 1760 – 4 faj
  - Chelidoptera Gould, 1837 – 1 faj
  - Hapaloptila P.L. Sclater, 1881 – 1 faj
  - Hypnelus Cabanis & Heine, 1863 – 2 faj
  - Malacoptila G.R. Gray, 1841 – 7 faj
  - Micromonacha P.L. Sclater, 1881 – 1 faj
  - Monasa Vieillot, 1816 - 4 faj
  - Nonnula P.L. Sclater, 1854 – 6 faj
  - Notharchus Cabanis & Heine, 1863 – 6 faj
  - Nystalus Cabanis & Heine, 1863 – 6 faj

- jakamárfélék (Galbulidae) Vigors, 1825
  - Brachygalba Bonaparte, 1854 – 4 faj
  - Galbalcyrhynchus Des Murs, 1845 – 2 faj
  - Galbula Brisson, 1760 – 10 faj
  - Jacamaralcyon Lesson, 1830 – 1 faj
  - Jacamerops Lesson, 1830 – 1 faj

## Fordítás
- Ez a szócikk részben vagy egészben  a   Galbuli című angol Wikipédia-szócikk ezen változatának fordításán alapul.  Az eredeti cikk szerkesztőit annak laptörténete sorolja fel. Ez a jelzés csupán a megfogalmazás eredetét és a szerzői jogokat jelzi, nem szolgál a cikkben szereplő információk forrásmegjelöléseként.